# IC 494
IC 494 је лентикуларна галаксија у сазвјежђу Мали пас која се налази на листи објеката дубоког неба у Индекс каталогу.
Деклинација објекта је + 1° 2' 12" а ректасцензија 8h 6m 24,3s. Привидна величина (магнитуда) објекта IC 494 износи 13,2 а фотографска магнитуда 14,2. IC 494 је још познат и под ознакама UGC 4224, MCG 0-21-4, CGCG 3-10, PGC 22755.